# Barreneiland (Falklandeilanden)
Barreneiland (En.: Barren Island) is een van de Falklandeilanden.
Barreneiland ligt ten zuidwesten van Oost-Falkland en ten zuidoosten van George-eiland.
Het wordt gebruikt als een schapenboerderij. Verder is het bekend om zijn pinguïnkolonies.